# Elroy Kuylen
Elroy Kuylen (sinh ngày 6 tháng 6 năm 1983 ở Belize) là một tiền vệ bóng đá người Belize, hiện tại thi đấu cho C.D. Platense.
Anh là cầu thủ ra sân thường xuyên của Đội tuyển bóng đá quốc gia Belize.

## Sự nghiệp quốc tế

### Bàn thắng quốc tế
Tỉ số và kết quả liệt kê bàn thắng của Belize trước.
| Bàn thắng | Thời gian           | Địa điểm                                                 | Đối thủ                  | Tỉ số | Kết quả | Giải đấu                                     |
| --------- | ------------------- | -------------------------------------------------------- | ------------------------ | ----- | ------- | -------------------------------------------- |
| 1.        | 9 tháng 10 năm 2010 | Sân vận động Julián Tesucún, San José, Guatemala         | Guatemala                | 2–2   | 2–4     | Giao hữu                                     |
| 2.        | 11 tháng 6 năm 2011 | Sân vận động Ato Boldon, Couva, Trinidad và Tobago       | Bản mẫu:Country data MNT | 3–1   | 5–2     | Vòng loại giải vô địch bóng đá thế giới 2014 |
| 3.        | 29 tháng 3 năm 2015 | Sân vận động Truman Bodden, George Town, Quần đảo Cayman | Quần đảo Cayman          | 1–1   | 1–1     | Vòng loại giải vô địch bóng đá thế giới 2018 |
| 4.        | 14 tháng 6 năm 2015 | FFB Field, Belmopan, Belize                              | Cộng hòa Dominica        | 2–0   | 3–0     | Vòng loại giải vô địch bóng đá thế giới 2018 |
| 5.        | 8 tháng 10 năm 2016 | FFB Field, Belmopan, Belize                              | Honduras                 | 1–1   | 1–2     | Giao hữu                                     |